# Club Paradise Tour
Club Paradise Tour es la segunda gir ade conciertos del cantante canadiense Drake, para promocionar su segundo a lbum de estudio Take Care.

## Lista de canciones
1. "Lord Knows"
2. "Under Ground Kings"
3. "I'm On One"
4. "Over"
5. "Crew Love" (in some venues)
6. "The Zone"
7. "She Will"
8. "Shot For Me
9. "We'll Be Fine"
10. "Forever"
11. "Marvins Room"
12. "Take Care"
13. "Cameras"
14. "Uptown"
15. "Miss Me
16. Medley: "Look What You've Done" / "Fancy" / "Make Me Proud"
17. "Practice"
18. "HYFR (Hell Ya Fucking Right)"

Encore 
1. "The Motto"
2. "Headlines"

## Fechas del tour
| Fecha                 | Ciudad            | País           | Lugar                                     |
| Norteamérica          | Norteamérica      | Norteamérica   | Norteamérica                              |
| --------------------- | ----------------- | -------------- | ----------------------------------------- |
| 14 de febrero de 2012 | Coral Gables      | Estados Unidos | BankUnited Center                         |
| 15 de febrero de 2012 | Gainesville       | Estados Unidos | O'Connell Center                          |
| 17 de febrero de 2012 | Nashville         | Estados Unidos | Bridgestone Arena                         |
| 18 de febrero de 2012 | Columbus          | Estados Unidos | Value City Arena                          |
| 21 de febrero de 2012 | Columbia          | Estados Unidos | Colonial Life Arena                       |
| 22 de febrero de 2012 | Lexington         | Estados Unidos | Rupp Arena                                |
| 24 de febrero de 2012 | Tallahassee       | Estados Unidos | Tucker Civic Center                       |
| 25 de febrero de 2012 | Nueva Orleans     | Estados Unidos | Lakefront Arena                           |
| 27 de febrero de 2012 | Austin            | Estados Unidos | Frank Erwin Center                        |
| 28 de febrero de 2012 | Oklahoma City     | Estados Unidos | Chesapeake Energy Arena                   |
| 1 de marzo de 2012    | Kansas City       | Estados Unidos | Sprint Center                             |
| 2 de marzo de 2012    | Arlington         | Estados Unidos | College Park Center                       |
| 4 de marzo de 2012    | Tucson            | Estados Unidos | Tucson Arena                              |
| 5 de marzo de 2012    | Los Ángeles       | Estados Unidos | Galen Center                              |
| 7 de marzo de 2012    | Davis             | Estados Unidos | The Pavilion at ARC                       |
| 8 de marzo de 2012    | Fresno            | Estados Unidos | Save Mart Center                          |
| 10 de marzo de 2012   | San José          | Estados Unidos | Event Center Arena                        |
| 11 de marzo de 2012   | San Diego         | Estados Unidos | Viejas Arena                              |
| Europa                |                   |                |                                           |
| 24 de marzo de 2012   | Dublín            | Irlanda        | The O2                                    |
| 26 de marzo de 2012   | Londres           | Inglaterra     | The O2 Arena                              |
| 27 de marzo de 2012   | Londres           | Inglaterra     | The O2 Arena                              |
| 29 de marzo de 2012   | Sheffield         | Inglaterra     | Motorpoint Arena                          |
| 30 de marzo de 2012   | Cardiff           | Inglaterra     | Motorpoint Arena                          |
| 1 de abril de 2012    | Mánchester        | Inglaterra     | Manchester Arena                          |
| 2 de abril de 2012    | Glasgow           | Inglaterra     | Scottish Exhibition and Conference Centre |
| 5 de abril de 2012    | París             | Francia        | Palais Omnisports de Paris-Bercy          |
| 7 de abril de 2012    | Bruselas          | Bélgica        | Forest National                           |
| 8 de abril de 2012    | Ámsterdam         | Países Bajos   | Heineken Music Hall                       |
| 10 de abril de 2012   | Frankfurt         | Alemania       | Jahrhunderthalle                          |
| 12 de abril de 2012   | Berlín            | Alemania       | Max-Schmeling-Halle                       |
| 13 de abril de 2012   | Copenhague        | Dinamarca      | Valby-Hallen                              |
| 15 de abril de 2012   | Estocolmo         | Suecia         | Ericsson Globe                            |
| 16 de abril de 2012   | Oslo              | Noruega        | Oslo Spektrum                             |
| 19 de abril de 2012   | Birmingham        | Inglaterra     | LG Arena                                  |
| 20 de abril de 2012   | Birmingham        | Inglaterra     | LG Arena                                  |
| 22 de abril de 2012   | Liverpool         | Inglaterra     | Echo Arena                                |
| 23 de abril de 2012   | Newcastle         | Inglaterra     | Metro Radio Arena                         |
| 25 de abril de 2012   | Nottingham        | Inglaterra     | National Ice Centre                       |
| Norteamérica          |                   |                |                                           |
| 7 de mayo de 2012     | Concord           | Estados Unidos | Sleep Train Pavilion                      |
| 8 de mayo de 2012     | Irvine            | Estados Unidos | Verizon Wireless Amphitheatre             |
| 10 de mayo de 2012    | Phoenix           | Estados Unidos | Ashley Furniture HomeStore Pavilion       |
| 11 de mayo de 2012    | Las Vegas         | Estados Unidos | MGM Grand Garden Arena                    |
| 13 de mayo de 2012    | Greenwood Village | Estados Unidos | Comfort Dental Amphitheatre               |
| 14 de mayo de 2012    | Albuquerque       | Estados Unidos | The Pavilion                              |
| 16 de mayo de 2012    | Dallas            | Estados Unidos | Gexa Energy Pavilion                      |
| 17 de mayo de 2012    | Houston           | Estados Unidos | Toyota Center                             |
| 19 de mayo de 2012    | Charlotte         | Estados Unidos | Verizon Wireless Amphitheatre             |
| 20 de mayo de 2012    | Atlanta           | Estados Unidos | Aaron's Amphitheatre at Lakewood          |
| 22 de mayo de 2012    | Raleigh           | Estados Unidos | Time Warner Cable Music Pavilion          |
| 23 de mayo de 2012    | Virginia Beach    | Estados Unidos | Farm Bureau Live                          |
| 25 de mayo de 2012    | Washington, D.C.  | Estados Unidos | Verizon Center                            |
| 26 de mayo de 2012    | Burgettstown      | Estados Unidos | First Niagara Pavilion                    |
| 28 de mayo de 2012    | Cuyahoga Falls    | Estados Unidos | Blossom Music Center                      |
| 30 de mayo de 2012    | Clarkston         | Estados Unidos | DTE Energy Music Theatre                  |
| 1 de junio de 2012    | Noblesville       | Estados Unidos | Klipsch Music Center                      |
| 2 de junio de 2012    | Tinley Park       | Estados Unidos | First Midwest Bank Amphitheatre           |
| 5 de junio de 2012    | Memphis           | Estados Unidos | FedExForum                                |
| 6 de junio de 2012    | Cincinnati        | Estados Unidos | Riverbend Music Center                    |
| 8 de junio de 2012    | Darien Center     | Estados Unidos | Darien Lake Performing Arts Center        |
| 9 de junio de 2012    | Camden            | Estados Unidos | Susquehanna Bank Center                   |
| 11 de junio de 2012   | Hartford          | Estados Unidos | Comcast Theatre                           |
| 12 de junio de 2012   | Holmdel Township  | Estados Unidos | PNC Bank Arts Center                      |
| 14 de junio de 2012   | Saratoga Springs  | Estados Unidos | Saratoga Performing Arts Center           |
| 16 de junio de 2012   | Wantagh           | Estados Unidos | Nikon at Jones Beach Theater              |
| 17 de junio de 2012   | Mansfield         | Estados Unidos | Comcast Center                            |

### Ganancia
| Lugar              | Ciudad           | Entradas vendidas       | Ganancia   |
| ------------------ | ---------------- | ----------------------- | ---------- |
| Bridgestone Arena  | Nashville        | 12,248 / 12,248 (100%)  | $824,189   |
| Frank Erwin Center | Austin           | 11,299 / 11,669 (97%)   | $757,645   |
| Save Mart Center   | Fresno           | 11,890 / 11,890 (100%)  | $753,738   |
| 3Arena             | Dublín           | 11,433 / 11,433 (100%)  | $611,911   |
| The O2 Arena       | Londres          | 34,575 / 35,000 (99%)   | $2,128,570 |
| Manchester Arena   | Mánchester       | 15,907 / 16,132 (99%)   | $891,304   |
| Verizon Center     | Washington, D.C. | 11,147 / 12,448 (89%)   | $1,099,613 |
| TOTAL              | TOTAL            | 108,499 / 110,820 (98%) | $7,066,970 |